# Скибинці (Лубенський район)
Скиби́нці — село в Україні, у Пирятинській міській громаді Лубенського району Полтавської області. Населення становить 120 осіб. Колишній орган місцевого самоврядування — Куріньківська сільська рада.

## Географія
Село Скибинці розташоване на лівому березі річки Удай, вище за течією на відстані 1,5 км розташоване село Шкурати, нижче за течією на відстані 3,5 км розташоване село Нетратівка, на протилежному березі — село Карпилівка. Річка в цьому місці звивиста, утворює лимани, стариці та заболочені озера.
Площа села становить 117,3 га.
У Скибинцях ростуть 7 дубів обхватом від 3,2 до 4,2 м. Вік дерев оцінюється в понад 350 років. 17 червня 2010 року 30 сесія Чорнухинської районної ради 5-го скликання ухвалила рішення про створення ботанічної пам'ятки природи місцевого значення «Скибинські дуби».
Скибинці складаються із трьох частин (кутків): «хутора», «новоселівки» і «села».

## Історія села

### Кінець XVII—XVIIIст.
Перша писемна згадка про село датується 20-ми роками XVIII ст., проте один із документів XVIII ст. засвідчує існування Скибинців ще у XVII ст. У кількох збережених аркушах Рум'янцевського опису Малоросії за 1768 р., що стосуються села Скибинці, здійснено перепис сім'ї та господарства місцевого козака Корнія Назаренка. Як зазначено у переписі, Корній на час проведення ревізії мав 90 років і був уродженцем Скибинців. Для того часу ставлення людей до свого віку було іншим, ніж нині: більшість не знала свого точного часу народження і часто під час переписів і ревізій називала приблизні «округлені» дати, нерідко додаючи собі від кількох до десятка років (іноді й більше). Очевидно Корній Назаренко народився у 80-90-х роках XVII ст. і саме — в Скибинцях, що свідчить про існування села в останній чверті XVII ст.
Існує дві версії щодо походження назви села. Перша пов'язана із прізвищем козака-засновника села — Скиби. Ця версія спирається на згадки у переписах XVIII ст. серед жителів сусіднього містечка Куріньки козаків зі згаданим прізвищем. Проте не виключено, що Скибинці було засновано переселенцями одного із однойменних сіл на Правобережжі. У другій половині XVII ст. відбувалося масове переселення населення із зазначеного регіону, що був основним театром бойових дій за часів Хмельниччини і Руїни. Не виключено, що село над Удаєм завдячує своїй назві якомусь із правобережних тезок. Так, двоє Скибинців є на Вінниччині (Погребищенський та Тростянецький райони), ще одні — в Тетіївському районі Київщини.
Перші більш-менш докладні відомості про Скибинці містить Генеральне слідство про маєтності Лубенського полку 1729—1731 рр. Згідно цього джерела, у першій третині XVIII ст. в селі налічувалося 14 селянських дворів. Козацьких дворів, як видно з наступних переписів і ревізій, було дещо менше. Очевидно, що вже на 1730-х рр. у селі було близько 25 господарств.
У 1730—1760-х рр. було здійснено ще ряд ревізій Скибинців. Серед родин, що проживали в селі, згадуються: Назаренки, Гриненки (Грині), Бухали, Мироненки, Ясочки, Ющенки, Дерев'янки, Андрущенки, Костенки, Палахотнюки, Пластуненки, Стеценки.
Від часу свого заснування, Скибинці входили до складу Чорнухинської сотні, а з 1757 р. — Куріньківської сотні Лубенського полку. Судячи з переписів, власних отамана і війта в селі не було, а управління козаками і селянами здійснювалося курінськими урядниками. З 1752 р. скибинські селяни потрапили в залежність від генерального осавула Якова Дем'яновича Якубовича (? — 1757 р.). Село було надано представнику генеральної старшини «на ранг» (допоки ніс службу, допоки була маєтність), так як після його смерті селяни знову стали «казенними» (тобто залежними тільки від держави).
На 1781 р. у Скибинцях зазначено 26 хат, в яких мешкали родини козаків, ще в 4-х будинках проживали підсусідки. Селянських хат зазначено в переписі 48. У 1787 р. в селі було засвідчено 123 «душі чоловічої статі», тобто загалом населення села нараховувало близько 300 чол.

### ХІХ-початок ХХ ст.
До початку ХХ ст. населення села суттєво зросло. Так, станом на 1910 рік у Скибинцях нараховувалося 589 мешканців.
У 1899 році в селі, на кошти місцевого лікаря Євтихія Костенка, відкрили однокомплектне початкове народне училище, а в 1900 р. — Скибинський сільський банк, який обслуговував села Скибинці, Нетратівку, Шкурати і Куріньку. При народному училищі діяла майстерня, в якій навчали охочих виготовляти кошики з рогозу.
У 1903 році в селі відкрили будівлю земської школи, збудованої на кошти мецената Євтихія Костенка.

### ХХ ст.
Під час подій 1917—1921 рр. влада у Скибинцях змінювалася кілька разів. Остаточно утвредися радянській владі в районі вдалося лише 1919 р., при цьому на території Чорнухинщини до середени 1920-х років діяли партизанські загони, які боролися проти більшовиків.
В 1932—1933 рр. багато жителів села померло під час Голодомору. П'ятьох скибинців було репресовано. Одного із них, лікаря Василя Голуба(1930—1937 рр.) розстріляли.

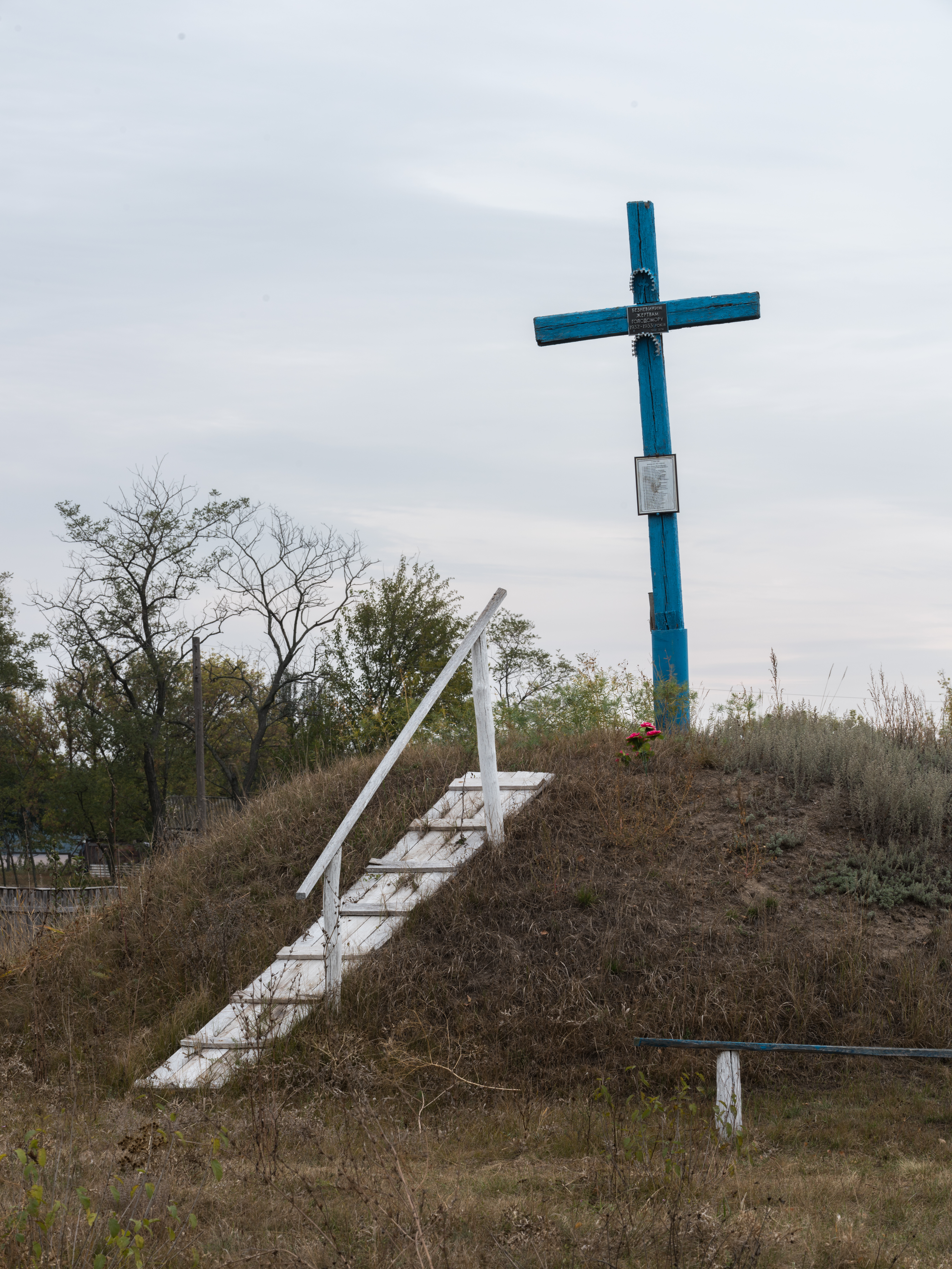
Пам'ятний знак померлим в роки Голодомору

18 вересня 1941 року село було окуповане німцями, в 17 вересня 1943 р. — звільнене підрозділами Червоної армії. Багато жителів села було мобілізовано до червоної армії влітку 1941 р. та вивезено до Німеччини в 1942—1943 рр. Так, на 1 січня 1943 р. в селі із 493 чол. населення дітей до 14 р. було 151, а у віці від 18 до 45 р.: чоловіків –22, жінок від 18 до 40 р. — 56.
На фронті загинуло 52 уродженці села (серед них 16 Назаренків, по 6 Довженків і Криворотьків, 5 Тищенків і 3 Єщенків).
У вересні 1990 р. в с. Скибинці з ініціативи жителя села І. Коляди було відкрито курган Скорботи в пам'ять жертвам Голодомору 1932—1933 рр.. Це був один перших пам'ятних знаків жертвам Голодомору в Україні.

## Сучасність
Станом на 2017 рік у селі проживає близько 120 мешканців.
Жителі Скибинців переважно займаються сільським господарством, зокрема утриманням корів і продажем молока. У селі є пилорама.
У Скибинцях діє фельдшерської-акушерський пункт (працює 1-2 дні на тиждень).
На березі річки Удай є пляж, на якому обладнано місця для відпочинку.
У Скибинцях є невеликий магазин. Кілька разів на тиждень до села приїжджає автокрамниця.
Діти із села навчаються у школі в селі Курінька (школу в Скибинцях було закрито 2000-х роках).
Власниками частини будинків в селі є дачники, які влітку відпочивають в сільській місцевості на березі річки Удай.
12 червня 2020 року, відповідно до розпорядження Кабінету Міністрів України № 721-р «Про визначення адміністративних центрів та затвердження територій територіальних громад Полтавської області», село увійшло до складу Пирятинської міської громади.
19 липня 2020 року, в результаті адміністративно - територіальної реформи та ліквідації Питятинського району, село увійшло до складу новоутвореного Лубенського району.

## Релігійне життя
У XVIII-ХХ ст. власної церкви в селі не було.
Жителі села належали до приходу Воскресенської церкви містечка Курінька.
Окрім того, в межах Курінської сотні у XVIII ст. діяв Свято-Троїцький Красногірський Чорнуський монастир, до якого можна було дістатися як сухопутним, так і водним шляхом (по річці Удай).
При монастирі було 2 церкви: Свято-Троїцька та Різдва Іоана Предтечі.
Також неподалік, у селі Дейманівка був, «приписний» до Густинського монастиря, Ризоположенський скит.
В роки радянської влади Воскресенську церкву в селі Курінька було закрито.

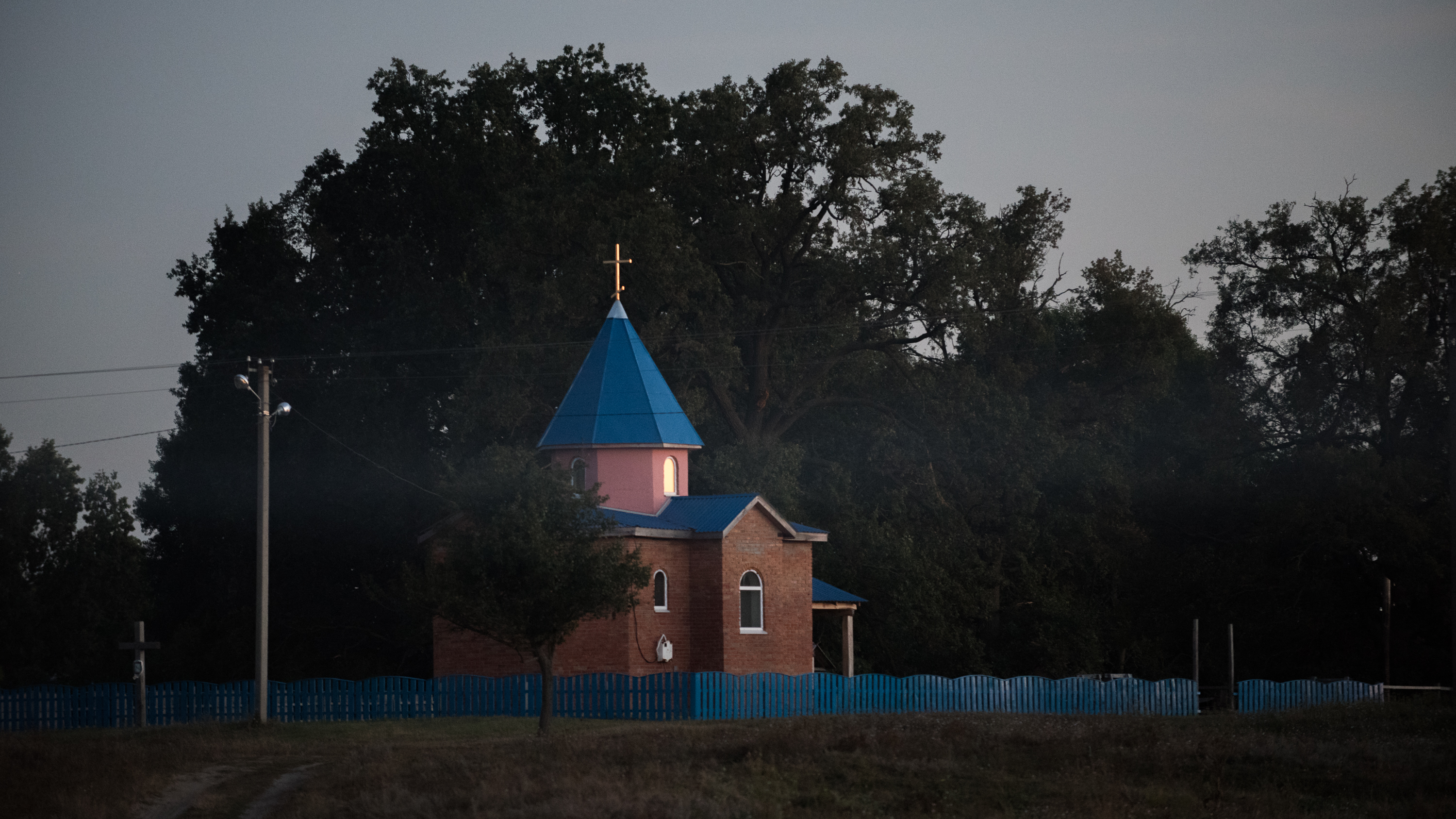
Хрестовоздвиженська церква у селі Скибинці

У 2008 році у релігійне свято Воздвиження у Скибинцях встановили й освятили хрест, заклавши початок спорудження церкви. Будівництво обійшлося у 120 тис. грн., 32 тис. з яких зібрала сама громада, решту дали спонсори.
Церкву будували місцеві жителі. Уродженці Скибинців Шияни, які нині проживають у Білій Церкві, безкоштовно зробили проект храму.
Освячення Хрестовоздвиженської церкви відбулося 27 вересня 2016 року за участі протоієрея Свято-Покровської церкви Чорнух Іоана (Бондара).

## Світлини села

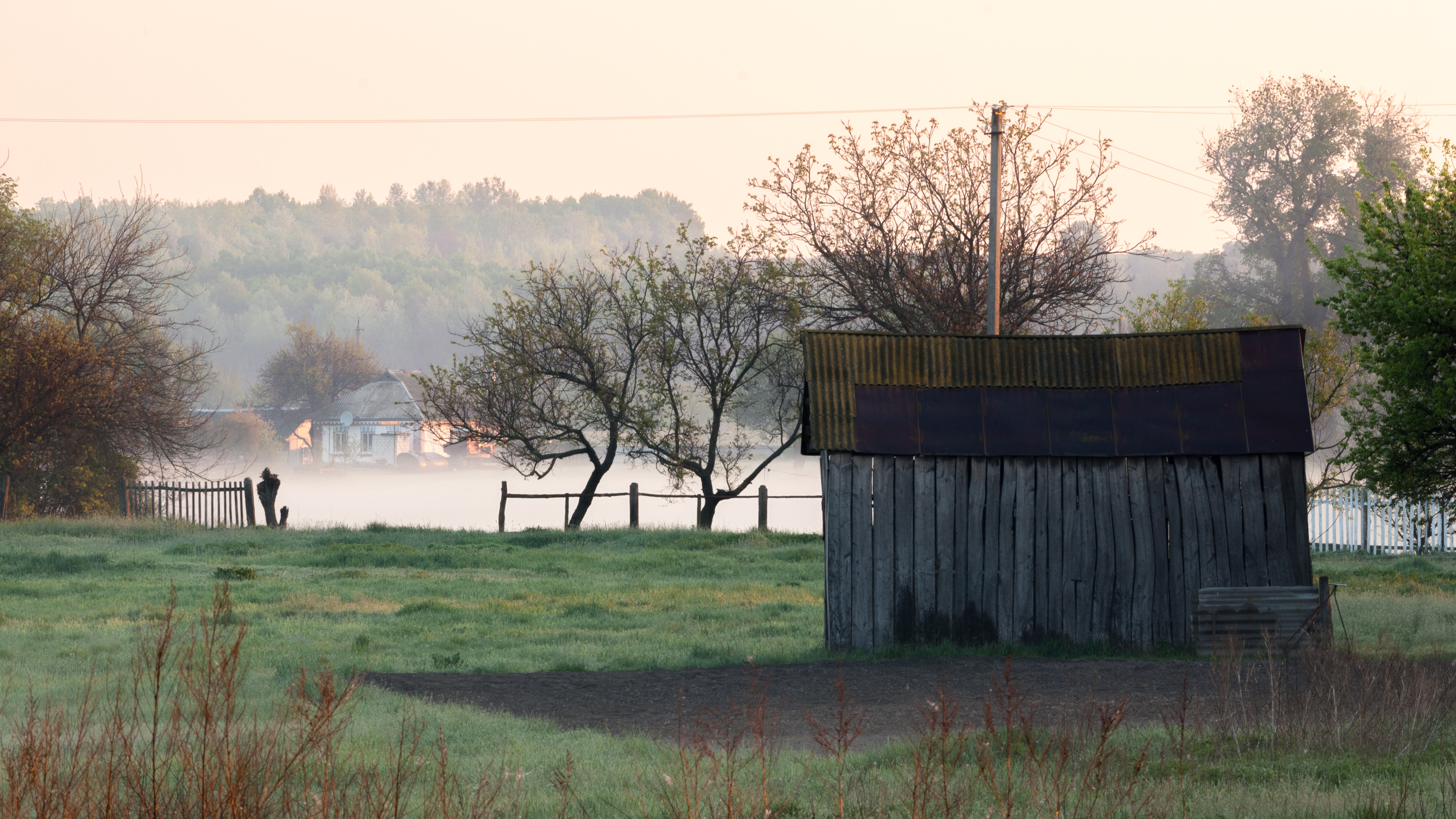
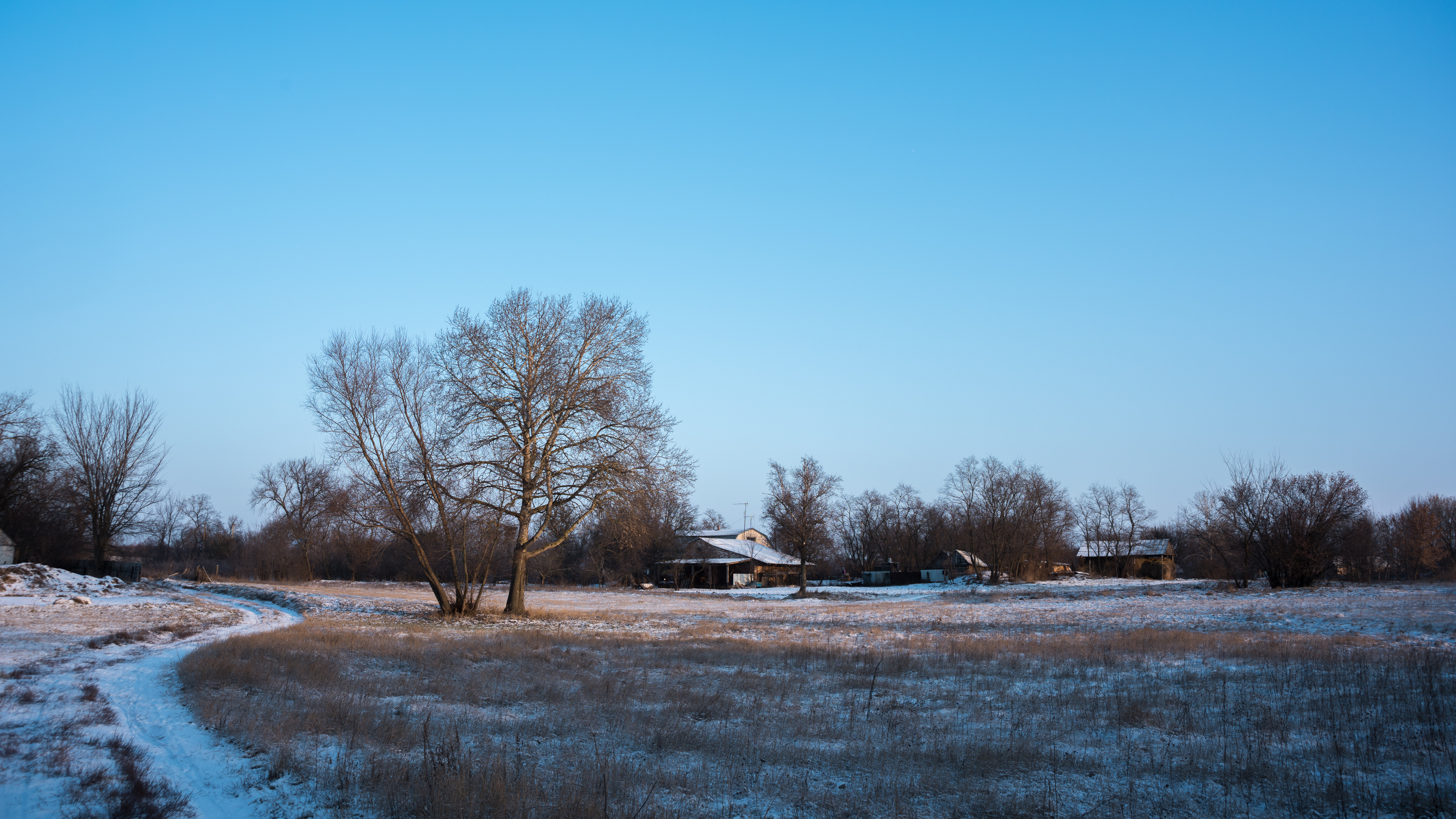
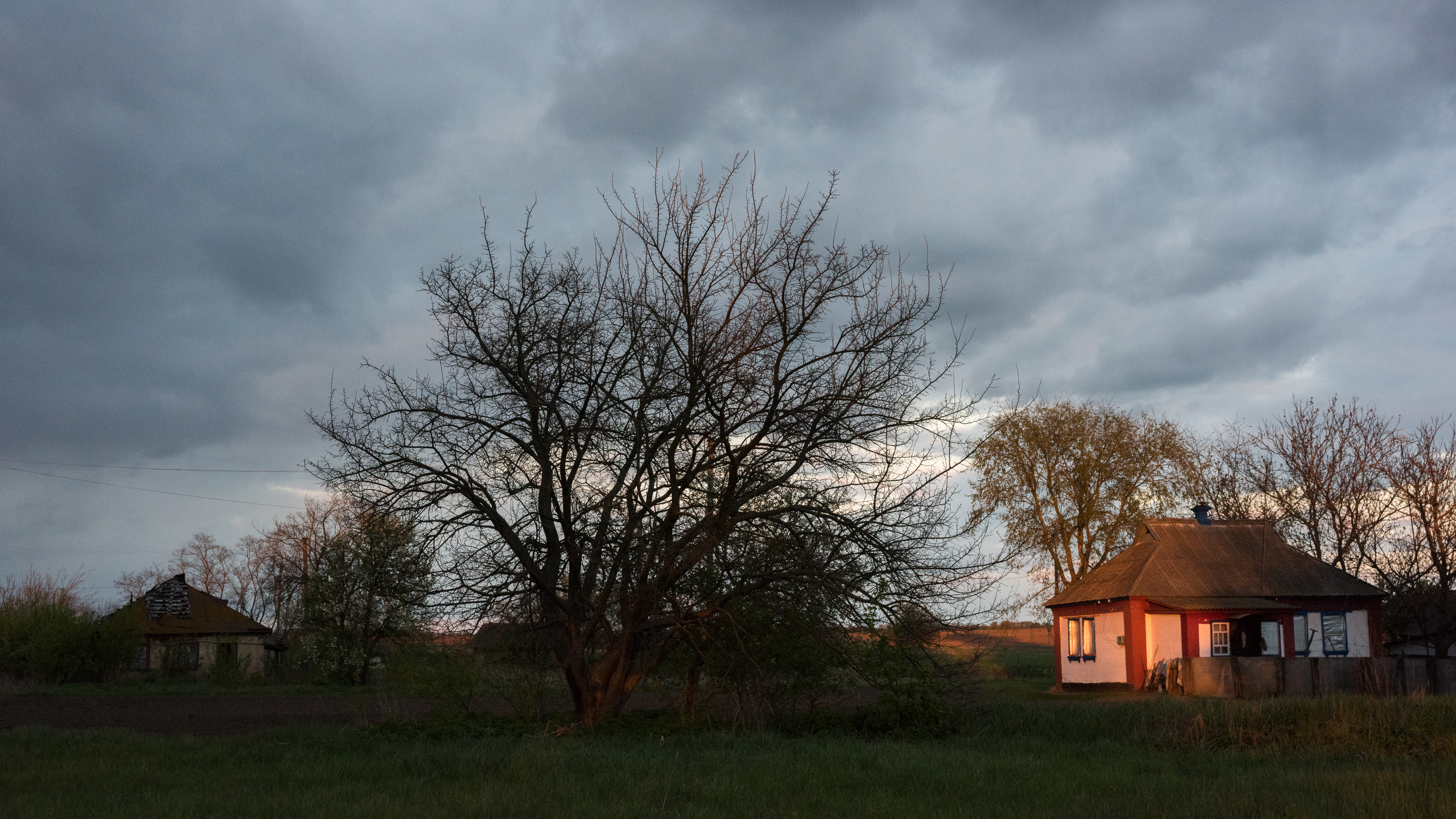
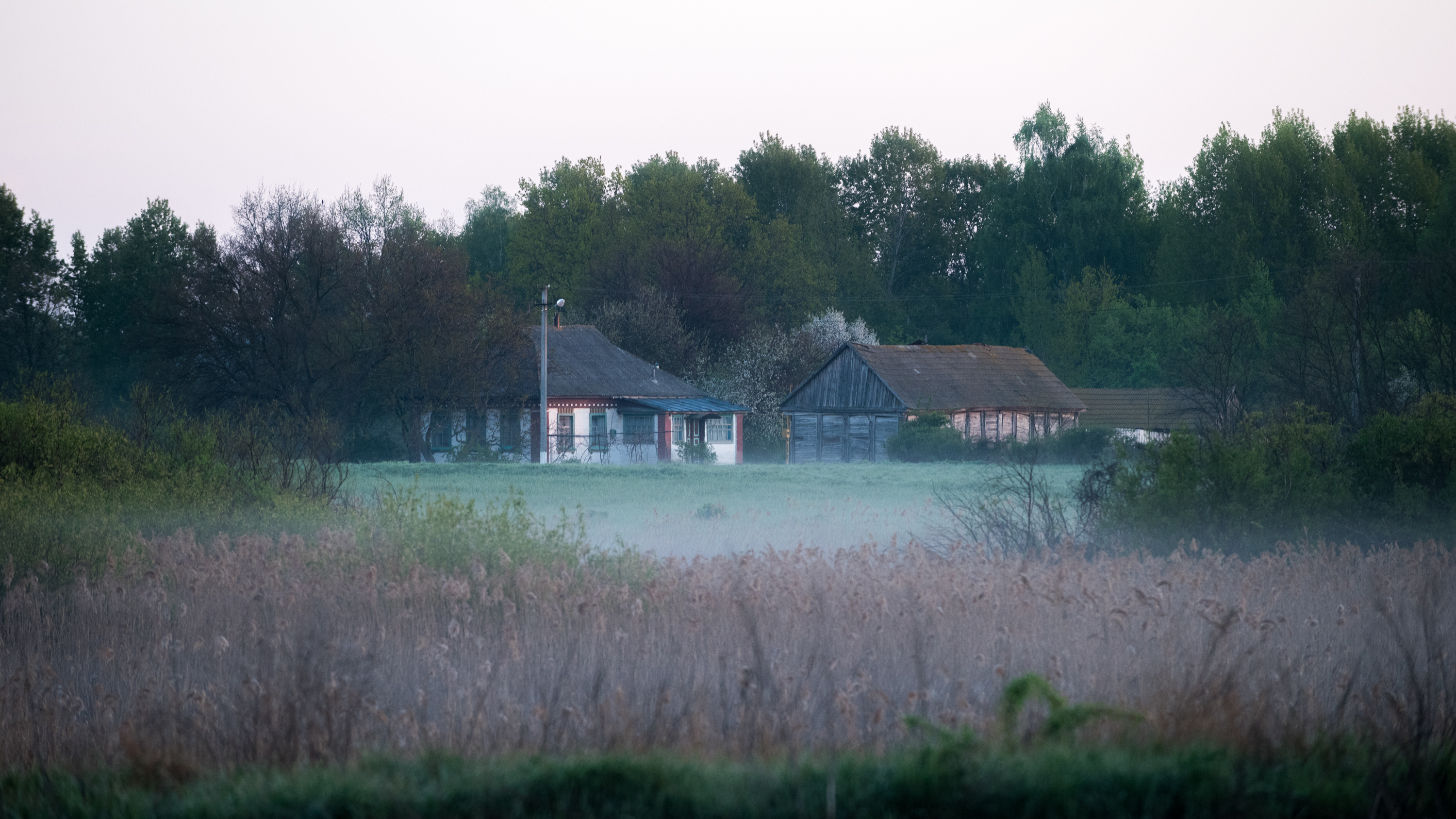
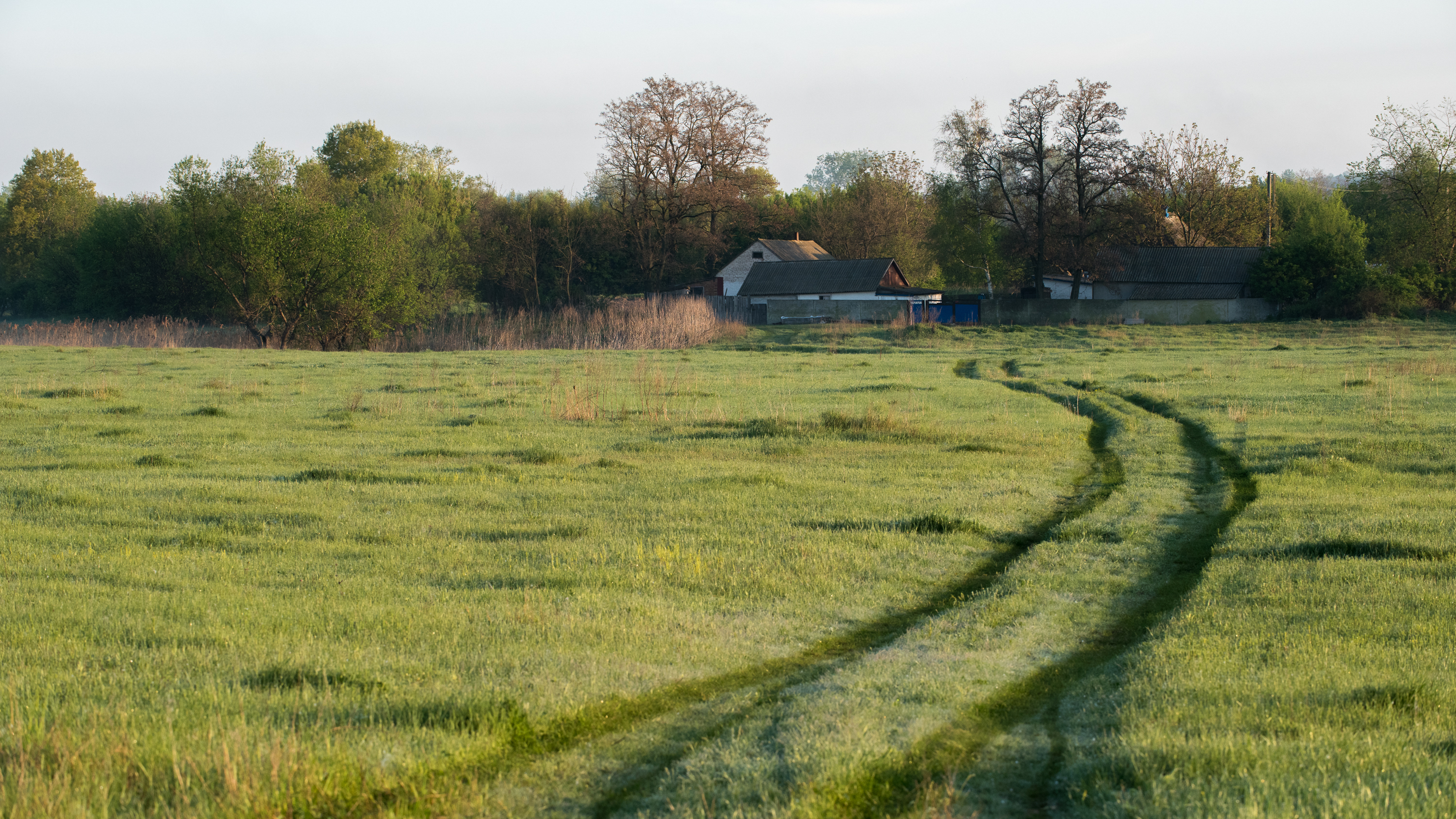

## Також
- Перелік населених пунктів, що постраждали від Голодомору 1932—1933 (Полтавська область)